# Chiesa di San Rocco (Montina)
La chiesa di San Rocco è un edificio di culto situato a Montina, frazione di Torreano, in provincia ed arcidiocesi di Udine; fa parte della forania del Friuli Orientale.

## Storia
La chiesa fu fatta costruire da un membro della famiglia del Torre.

## Interno
All'interno è presente un altare ligneo, intagliato, dipinto e dorato, a tre scomparti sormontati da un frontone quadrangolare; nelle nicchie sono presenti le statue di San Rocco, San Lorenzo e San Sebastiano. È opera di Giovanni Martini, risalente al 1522, in cui traspare lo spirito rinascimentale del momento.